# Интерактивна уметност
Интерактивна уметност је облик уметности који укључује гледаоца/посетиоца на начин да уметност испуни своју сврху. Неке уметничке инсталације остварују ово дозвољавајући посетиоцу да прође кроз, изнад или око њих; други питају уметника или посетиоце да буду део уметничког дела на неки начин.